# Hymna Zimbabwe
Hymna Zimbabwe je píseň Simudzai Mureza wedu WeZimbabwe (česky Vznes náš prapor, vlajku Zimbabwe). Slova napsal Solomon Matswairo a hudbu složil Fred Cangundega. Hymna byla přijata po veřejné soutěži o novou hymnu v roce 1994 aby nahradila píseň Ishe Komborera Afrika za čistě zimbabwskou skladbu.

## Oficiální text
| Text jazyce Shona | Text v jazyce Ndebele | Anglicky |
| --- | --- | --- |
| Simudzai mureza wedu weZimbabwe Yakazvarwa nemoto wechimurenga; Neropa zhinji ramagamba Tiidzivirire kumhandu dzose; Ngaikomborerwe nyika yeZimbabwe. Tarisai Zimbabwe nyika yakashongedzwa Namakomo, nehova, zvinoyevedza Mvura ngainaye, minda ipe mbesa Vashandi vatuswe, ruzhinji rugutswe; Ngaikomborerwe nyika yeZimbabwe. Mwari ropafadzai nyika yeZimbabwe Nyika yamadzitateguru edu tose; Kubva Zambezi kusvika Limpopo, Navatungamiri vave nenduramo; Ngaikomborerwe nyika yeZimbabwe. | Phakamisan iflegi yethu yeZimbabwe Eyazalwa yimpi yenkululeko; Legaz' elinengi lamaqhawe ethu Silivikele ezithan izonke; Kalibusisiwe ilizwe leZimbabwe. Khangelan' iZimbabwe yon' ihlotshiwe Ngezintaba lang' miful' ebukekayo, Izulu kaline, izilimo zande; Iz' sebenzi zenam', abantu basuthe; Kalibusisiwe ilizwe leZimbabwe. Nkosi busis' ilizwe lethu leZimbabwe Ilizwe labokhokho bethu thina sonke; Kusuk' eZambezi kusiy' eLimpopo Abakhokheli babe lobuqotho; Kalibusisiwe ilizwe leZimbabwe. | Oh lift high the banner, the flag of Zimbabwe The symbol of freedom proclaiming victory; We praise our heroes' sacrifice, And vow to keep our land from foes; And may the Almighty protect and bless our land. Oh lovely Zimbabwe, so wondrously adorned With mountains, and rivers cascading, flowing free; May rain abound, and fertile fields; May we be fed, our labour blessed; And may the Almighty protect and bless our land. Oh God, we beseech Thee to bless our native land; The land of our fathers bestowed upon us all; From Zambezi to Limpopo May leaders be exemplary; And may the Almighty protect and bless our land. |